# It's a Beautiful Day (Michael Bublé)
It's a Beautiful Day è un brano del cantante canadese Michael Bublé tratto dall'album To Be Loved. Il singolo è stato pubblicato il 25 febbraio 2013 su iTunes.
Al suo debutto musicale si classifica 35ª con 82 000 copie vendute, e la settimana successiva ne vende altre 83 000 salendo di due posti in classifica.

## Video musicale
Il video musicale del brano è stato girato nel set di Wisteria Lane, l'ambientazione della serie tv Desperate Housewives.
Al video musicale del brano ha preso parte la modella ed attrice statunitense Jaime Pressly. 

## Classifiche
| Paese             | Posizione più alta |
| ----------------- | ------------------ |
| Australia         | 33                 |
| Austria           | 24                 |
| Belgio (Fiandre)  | 90                 |
| Belgio (Vallonia) | 55                 |
| Canada            | 20                 |
| Francia           | 81                 |
| Danimarca         | 40                 |
| Germania          | 28                 |
| Giappone          | 4                  |
| Irlanda           | 28                 |
| Islanda           | 13                 |
| Italia            | 16                 |
| Paesi Bassi       | 24                 |
| Regno Unito       | 10                 |
| Spagna            | 42                 |
| Stati Uniti       | 94                 |
| Svizzera          | 32                 |

### Classifiche di fine anno
| Classifica (2013) | Posizione |
| ----------------- | --------- |
| Italia            | 89        |